# VV St. Truiden (Frauenfußball)
VV St. Truiden ist ein Sportverein aus Sint-Truiden. Die Frauenfußballabteilung bestand seit 2008 durch die Übernahme der Frauenfußballabteilung des KFC Rapide Wezemaal. Die erste Mannschaft spielte seit 1991 in der Eerste Klasse und wurde 2010 zum ersten Mal nach der Übernahme belgischer Meister. 2015 wurde die Frauenfußballabteilung des Vereins geschlossen.

## Geschichte
1983 gründete Vereinspräsident Dr. Ferdinand Mertens zusammen mit seiner Tochter Petra eine Frauenfußballmannschaft. Innerhalb von fünf Jahren schaffte man den Aufstieg in die zweite Liga. Nach drei Jahren im Unterhaus schaffte man 1991 schließlich den Sprung in die Eerste Klasse, der man bis 2015 ununterbrochen angehört. In der Aufstiegssaison gewann man alle 22 Spiele mit einem Torverhältnis von 168:20. Schon zwei Jahre nach dem Aufstieg gewann man erstmals den belgischen Pokal. Diesen Erfolg konnte man fünf Mal wiederholen. Erst 2004 wurde erstmals die belgische Meisterschaft gewonnen. Von den 26 Saisonspielen gewann der KFC 25 bei einem Unentschieden und einem Torverhältnis von 161:9. Im gleichen Jahr gewann man zum fünften Mal den Pokal und konnte somit das Double sichern. Der erste Auftritt im UEFA Women’s Cup war durchwachsen. Einem Sieg gegen ŽNK Dinamo-Maksimir (Kroatien) standen zwei Niederlagen gegen ŽNK Masinac Classic Niš (Serbien) und Hibernian Edinburgh (Schottland) gegenüber. Ein Jahr später wurde die zweite Meisterschaft gefeiert und die Mannschaft konnte erstmals den Supercup gewinnen. Aber auch dieses Mal war man in Europa nicht sehr erfolgreich. Nur gegen Glasgow City konnte ein Sieg gefeiert werden. Dafür unterlag man dem SV Saestum (Niederlande) und Athletic Bilbao (Spanien). 2006 wurde die dritte Meisterschaft in Folge gewonnen und endlich klappte es auch auf europäischer Ebene. Ungeschlagen und ohne Gegentor zog man als erste belgische Mannschaft in die zweite Runde ein.
2008 wechselte die Frauenfußballabteilung von Rapide Wezemaal zu VV St. Truiden. 2010 wurde die Mannschaft zum ersten Mal nach der Übernahme belgischer Meister.
Im Mai 2015 wurde die Schließung der Frauenfußballabteilung des Vereins wegen andauernder sportlicher und organisatorischer Probleme bekannt gegeben.

## Erfolge
(bis 2008 als Rapide Wezemaal)
- Belgischer Meister 2004, 2005, 2006, 2007, 2010
- Belgischer Pokalsieger 1993, 1997, 2001, 2003, 2004, 2007
- Belgischer Supercupsieger 2005